# Mombasius aeneipes
Mombasius aeneipes är en skalbaggsart som beskrevs av Aurivillius 1913. Mombasius aeneipes ingår i släktet Mombasius och familjen långhorningar.
Artens utbredningsområde är Angola. Inga underarter finns listade i Catalogue of Life.